# Meråker
Meråker este o comună din provincia Nord-Trøndelag, Norvegia.